# Crassula latibracteata
Crassula latibracteata är en fetbladsväxtart som beskrevs av Tölken. Crassula latibracteata ingår i släktet krassulor, och familjen fetbladsväxter. Inga underarter finns listade i Catalogue of Life.